# Telefontornet
La Telefontornet (in italiano: Torre telefonica) è stata la torre telefonica centrale di Stoccolma, in Svezia, con oltre 5000 linee telefoniche collegate, operativa dal 1887 al 1913 e demolita nel 1953.

## Storia
Dopo l'invenzione e la deposizione del brevetto del telefono nel 1876, già nel decennio successivo la Svezia si pose all'avanguardia nello sviluppo della telefonia: Stoccolma era la città con più telefoni in Europa al 1885 e sia nella capitale che nel resto del paese operavano già diverse compagnie telefoniche, con una richiesta di linee in continuo aumento. Nel 1887 venne pertanto inaugurata una nuova stazione telefonica (la più grande d'Europa allora) a Malmskillnadsgåtan, nel centro città, con una struttura metallica reticolata alta oltre 40 metri sul tetto.
Gestita dalla Stockholms Allmänna Telefon AB (o SAT, fusasi con la Ericsson nel 1918), la torre cadde presto in disgrazia presso la cittadinanza locale così come per altre torri in acciaio costruite in quegli stessi anni, come la torre di Parigi. A inizio Novecento si cominciò a interrare i cavi elettrici e telefonici, rendendo presto la torre inutile per il suo scopo originario. Dal 1913 pertanto, la torre passò ad ospitare insegne e sponsor vari, portando nel 1939 all'installazione dell'NK-Clockan (un grande orologio rotante illuminato al neon recante sul retro il logo illuminato della Nordiska Kompaniet), uno dei simboli ancora oggi dello skyline di Stoccolma.
Nel 1952 la torre fu preda di un grave incendio, che portò alla decisione della sua demolizione l'anno successivo in via precauzionale.

## Galleria d'immagini

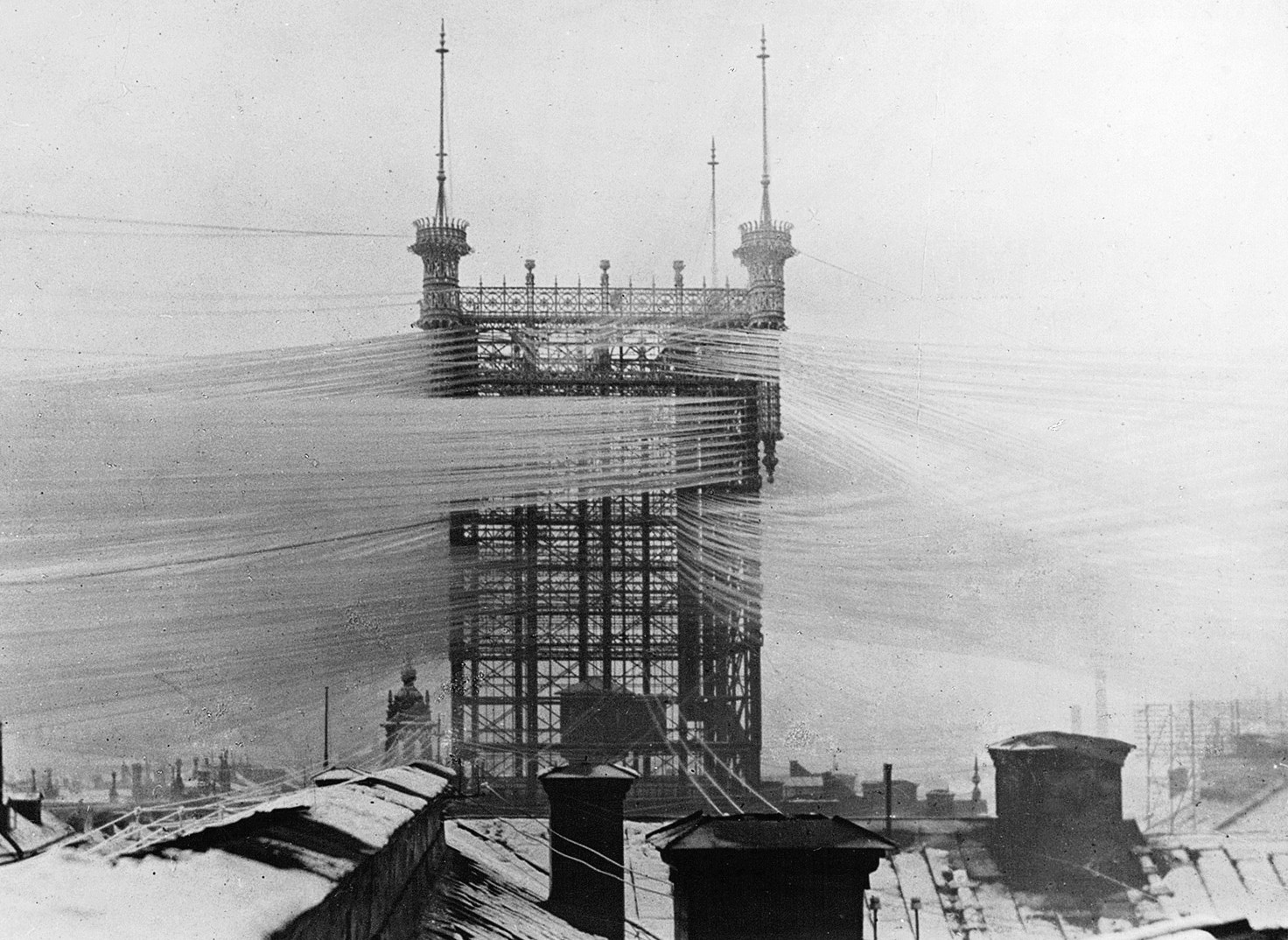
La Telefontornet nel 1890. Sono ben visibili i cari telefonici che si diramano per tutta la città.
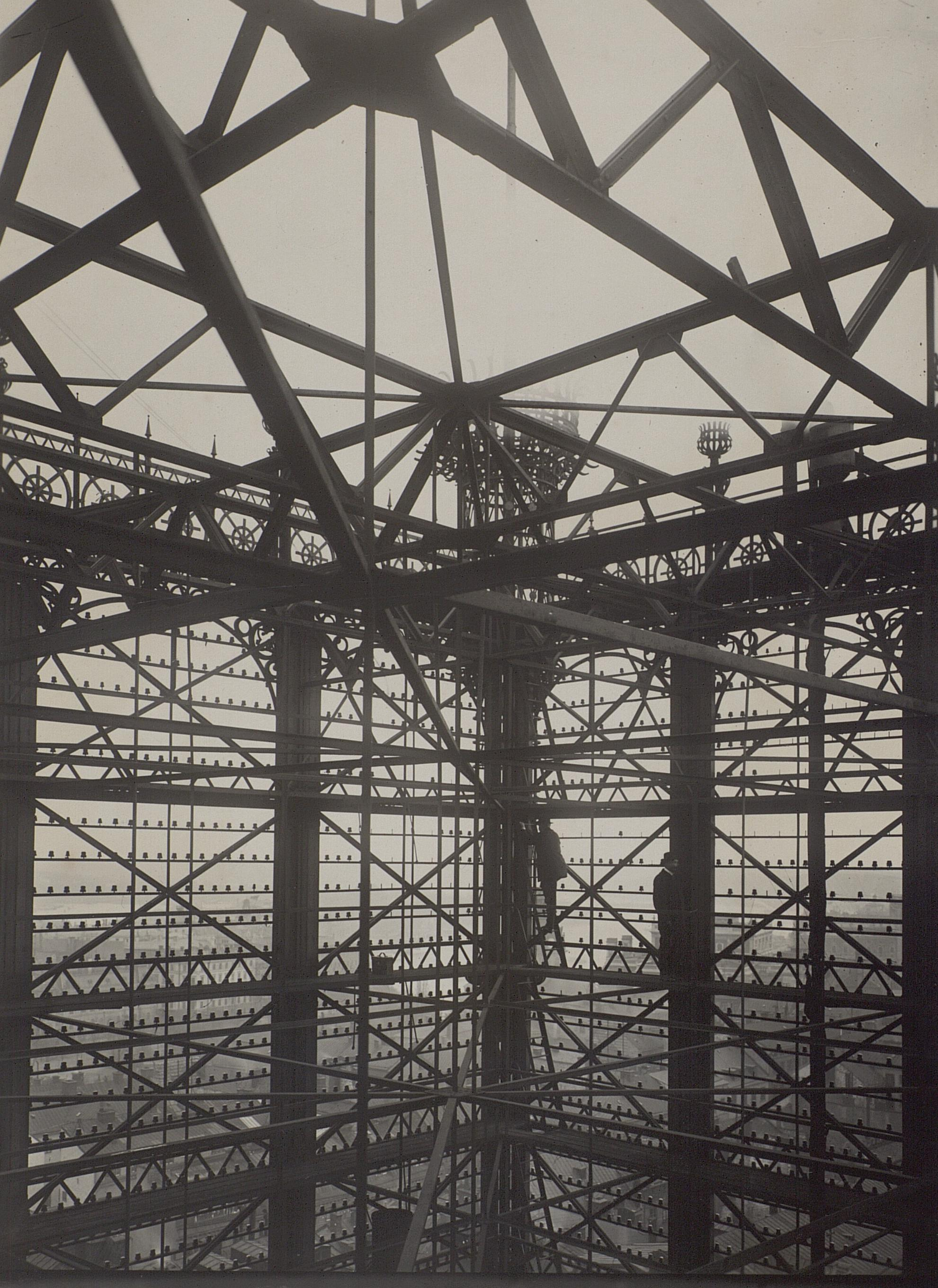
Interno della struttura.
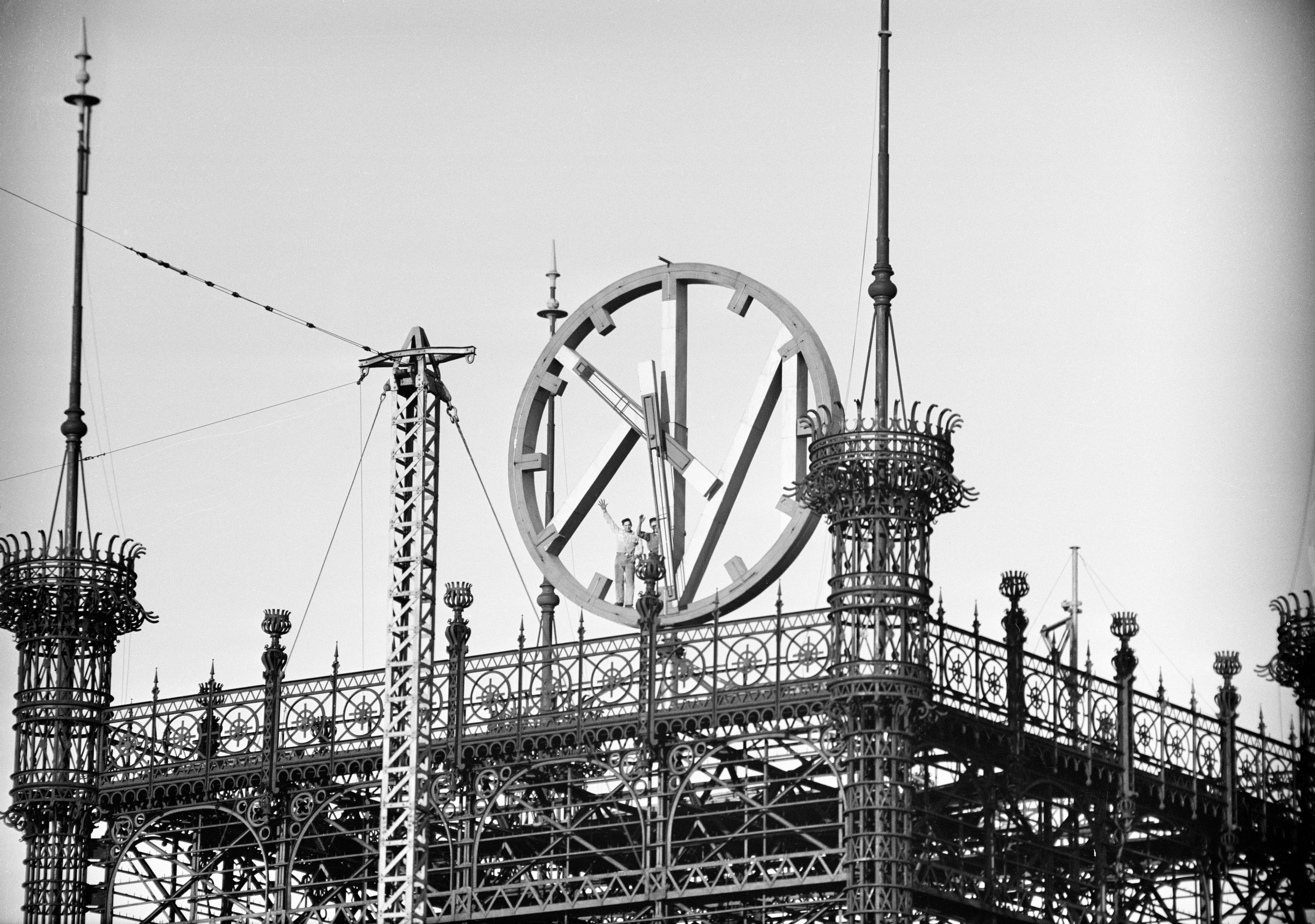
L'NK-Clockan sulla torre, presente dal 1939 fino alla demolizione della torre.
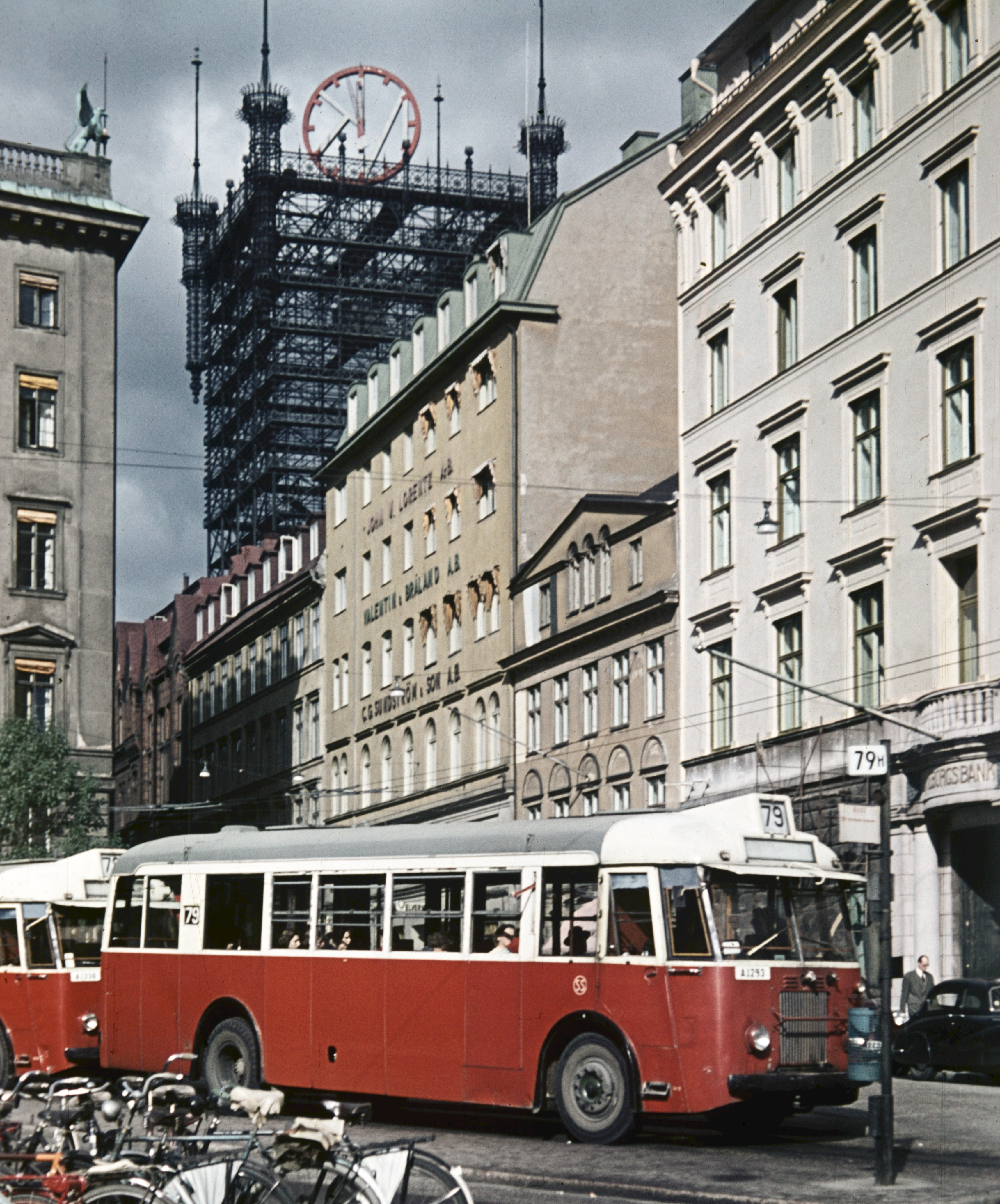
La Telefontornet nel 1952, vista da Brunkebergstorg. È ben visibile l'NK-Clockan illuminato.
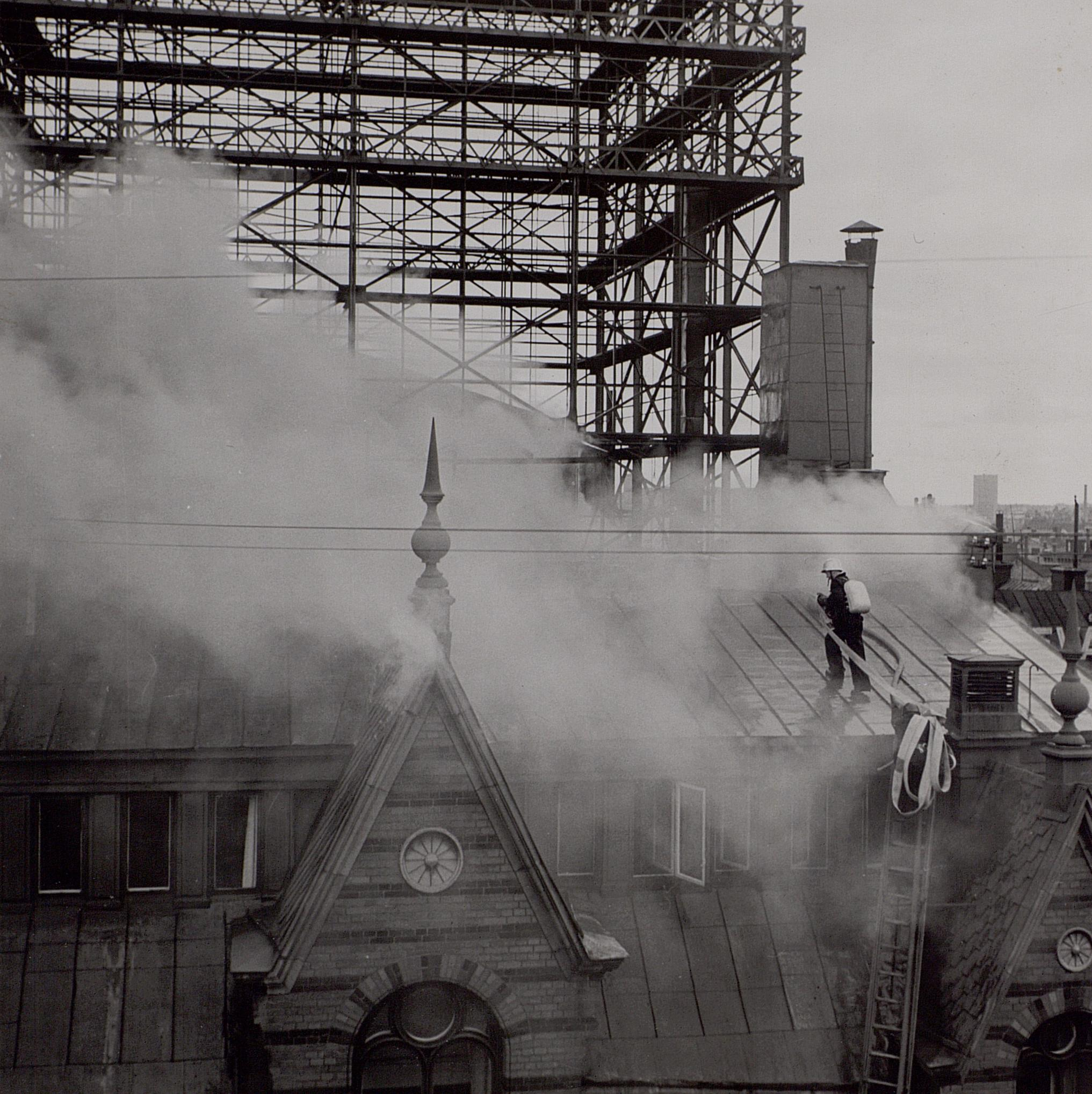
L'incendio di fine luglio 1952 che colpì anche la torre, indebolendone la struttura e portando l'anno successivo alla sua demolizione.